# 칼을 품고 슬퍼하다 (소설)
《칼을 품고 슬퍼하다》는 《한복 입은 남자》,《김의 나라》,《제명공주》등을 집필한 작가 이상훈의 소설이다. 
작가의 《한복 입은 남자》의 뮤지컬 제작에 이어, 《칼을 품고 슬퍼하다》 또한 드라마로 추후 제작될 예정이다.
2025밀양아리랑대축제에서 밀양강오딧세이《칼을 품고 슬퍼하다》가 공연되었다.
실경미디어쇼《칼을 품고 슬퍼하다》는 송일국, 원더걸스 선예, 조상웅, 김민수, 서광현 등이 출연했으며, 조이킴예술총감독 이하 조용수연출, 김은민 협력연출이 함께 했다. 

## 줄거리
가장 참혹하고 슬픈 전쟁, 임진왜란!
한 스님이 칼을 품었다!
전쟁에 대한 대비책이 전혀 없었던 나라 조선. 안일한 자기 위안에 빠진 관리들이 다스리는 나라의 백성들이 전쟁에 휘말린다. 악귀 같은 왜군들에 짓밟히는 죄 없는 민초들의 처참한 죽음을 그저 보고 있어야만 하는가. 사명은 이미 그럴 수 있는 사람이 아니었다. 신분의 귀천을 떠나 인간의 존엄을 아는 승려였기에 더 그랬다.
하지만 불살생의 교리를 가장 앞세우는 불교의 승려가 무엇을 할 수 있을까? 사명은 고뇌에 빠진다. 살생을 일삼는 무리들을 물리쳐 달라고 기도했다. 죽은 백성들의 극락왕생을 기원했다. 그리고 눈물을 머금은 채, 부처님께 용서를 구하며 칼을 들었다. 오직 백성들을 위해, 사랑하는 사람들을 위해. 사명은 이렇듯 처절하게 임진왜란의 전면에 등장한다.